# Izotopy lithia
Přírodní lithium (3Li, relativní atomová hmotnost 6,94) se skládá ze dvou stabilních izotopů: lithia-6 (6Li) a lithia-7 (7Li), přičemž druhý z nich je mnohem rozšířenější, zahrnuje asi 92,5 % atomů. Oba přírodní izotopy mají oproti sousedním prvkům nižší jadernou vazebnou energii na nukleon (~5,3 MeV, helium má ~7,1 MeV a beryllium ~6,5 MeV). Nejstabilnější radioizotop je 8Li s poločasem přeměny 838 milisekund (ms). Lithium-9 má poločas 178 ms a lithium-11 1,1 ms, ostatní izotopy se přeměňují s poločasem kratším než 10 nanosekund. Nejméně stabilní ze známých izotopů je 4Li, které se přeměňuje vyzářením protonu s poločasem kolem 9,1×10−23 s, ovšem poločas přeměny lithia-3 ještě není znám a pravděpodobně bude ještě kratší. Nejtěžším známým izotopem je 13Li, jeho poločas není znám.
Lithium-7 a lithium-6 patří mezi prvotní nuklidy, které vznikly při nukleosyntéze Velkého třesku, lithium-7 má mezi těmito nuklidy zastoupení 10−9 a lithium-6 okolo 10−13. Malé množství lithia-6 také vzniká při jaderných reakcích v některých hvězdách. Izotopy lithia se částečně oddělují při různých geologických procesech. Lithné ionty nahrazují hořčík nebo železo v některých osmistěnných krystalech v jílech a lithium-6 je někdy „upřednostňováno“ před lithiem-7, důsledkem čehož je zvýšení podílu jednoho či druhého izotopu.
Lithium-6 se používá na přípravu tritia, které vzniká ostřelováním 6Li neutrony.

## Lithium-4
Lithium-4 (4Li) má v jádru tři protony a jeden neutron. Má nejkratší poločas přeměny ze známých izotopů lithia, přibližně 9,1×10−23 s, a přeměňuje se vyzářením protonu na helium-3. Může se utvořit jako meziprodukt některých fúzních jaderných reakcí.

## Lithium-6
6Li má v jádru tři neutrony, je lehčím z obou stabilních izotopů lithia. Používá se na výrobu tritia (3H) a k absorpci neutronů při jaderné fúzi. Přírodní lithium obsahuje kolem 7,5 % tohoto izotopu, zbytek tvoří lithium-7. Lithium-6 se používalo jako součást termonukleárních bomb. Je to jeden ze tří stabilních nuklidů se spinem 1.

## Lithium-7
Lithium-7 je nejběžnější izotop, patří k němu asi 92,5 % přírodního lithia. V jeho jádru se nacházejí čtyři neutrony. Kvůli svým jaderným vlastnostem méně běžné než helium, beryllium, uhlík, dusík nebo kyslík, přestože většina těchto prvků má těžší jádra.
Při průmyslové výrobě lithia-6 vzniká odpadní produkt se zvýšeným obsahem lithia-7 a sníženým obsahem lithia-6. Tento produkt se prodává a část z něj se dostává do životního prostředí.
7LiOH se používá na alkalizaci chladiva v tlakovodních reaktorech.
Podařilo se vytvořit na několik pikosekund atomy lithia-7, které obsahovaly částici lambda ve svém jádru, i když se předpokládá, že atomové jádro může obsahovat pouze neutrony, protony a piony.

## Lithium-11
Lithium-11 má v jádru tři protony a osm neutronů, přičemž dva by měly tvořit jaderné halo. Přeměňuje se beta minus přeměnou na 11Be, které se dále přeměňuje několika způsoby (viz níže v tabulce)

## Lithium-12
Lithium-12 má velmi krátký poločas přeměny (méně než 10 ns). Přeměňuje se emisí neutronu na 11Li.

## Seznam izotopů
| nuklid symbol | Protonové číslo   | Neutronové číslo  | hmotnost izotopu (u) | poločas přeměny           | způsob(y) přeměny    | Produkt(y) přeměny | jaderný spin | reprezentativní isotopové složení (molární zlomek) | rozmezí přirozeného výskytu (molární zlomek) |
| nuklid symbol | excitační energie | excitační energie | excitační energie    | poločas přeměny           | způsob(y) přeměny    | Produkt(y) přeměny | jaderný spin | reprezentativní isotopové složení (molární zlomek) | rozmezí přirozeného výskytu (molární zlomek) |
| ------------- | ----------------- | ----------------- | -------------------- | ------------------------- | -------------------- | ------------------ | ------------ | -------------------------------------------------- | -------------------------------------------- |
| 3Li           | 3                 | 0                 | 3,030 775            |                           | p                    | 2He                |              |                                                    |                                              |
| 4Li           | 3                 | 1                 | 4,027 19(23)         | 91(9)×10−24               | p                    | 3He                |              |                                                    |                                              |
| 5Li           | 3                 | 2                 | 5,012 54(5)          | 3,7(3)×10−22 ~1,5 MeV     | p                    | 4He                | -3/2         |                                                    |                                              |
| 6Li           | 3                 | 3                 | 6,015 122 795(16)    | Stabilní                  | Stabilní             | Stabilní           | +1           | 0,0759(4)                                          | 0,077 14–0,072 25                            |
| 7Li           | 3                 | 4                 | 7,016 004 55(8)      | Stabilní                  | Stabilní             | Stabilní           | -3/2         | 0,9241(4)                                          | 0,922 75-0,927 86                            |
| 8Li           | 3                 | 5                 | 8,022 487 36(10)     | 840,3(9) ms               | β−                   | 8Be                | +2           |                                                    |                                              |
| 9Li           | 3                 | 6                 | 9,026 789 5(21)      | 178,3(4) ms               | β−, n (50,8%)        | 8Be                | -3/2         |                                                    |                                              |
| 9Li           | 3                 | 6                 | 9,026 789 5(21)      | 178,3(4) ms               | β− (49,2%)           | 9Be                | -3/2         |                                                    |                                              |
| 10Li          | 3                 | 7                 | 10,035 481(16)       | 2,0(5)×10−21 s 1,2(3) MeV | n                    | 9Li                | (-1,-2)      |                                                    |                                              |
| 10m1Li        | 200(40) keV       | 200(40) keV       | 200(40) keV          | 3,7(15)×10−21 s           |                      |                    | +1           |                                                    |                                              |
| 10m2Li        | 480(40) keV       | 480(40) keV       | 480(40) keV          | 1,35(24)×10−21 s          |                      |                    | +2           |                                                    |                                              |
| 11Li          | 3                 | 8                 | 11,043 798(21)       | 8,75(14) ms               | β−, n (84,9%)        | 10Be               | -3/2         |                                                    |                                              |
| 11Li          | 3                 | 8                 | 11,043 798(21)       | 8,75(14) ms               | β− (8,07%)           | 11Be               | -3/2         |                                                    |                                              |
| 11Li          | 3                 | 8                 | 11,043 798(21)       | 8,75(14) ms               | β−, 2n (4,1%)        | 9Be                | -3/2         |                                                    |                                              |
| 11Li          | 3                 | 8                 | 11,043 798(21)       | 8,75(14) ms               | β−, 3n (1,9%)        | 8Be                | -3/2         |                                                    |                                              |
| 11Li          | 3                 | 8                 | 11,043 798(21)       | 8,75(14) ms               | β−, α (1,0%)         | 7He, 4He           | -3/2         |                                                    |                                              |
| 11Li          | 3                 | 8                 | 11,043 798(21)       | 8,75(14) ms               | β−, štěpení (0,014%) | 8Li, 3H            | -3/2         |                                                    |                                              |
| 11Li          | 3                 | 8                 | 11,043 798(21)       | 8,75(14) ms               | β−, štěpení (0,013%) | 9Li, 2H            | -3/2         |                                                    |                                              |
| 12Li          | 3                 | 9                 | 12,053 78(107)       | 10 ns                     | n                    | 11Li               |              |                                                    |                                              |